# Саутвест-Сіті (Міссурі)
Саутвест-Сіті (англ. Southwest City) — місто (англ. city) в США, в окрузі Макдональд штату Міссурі. Населення — 922 особи (2020).

## Географія
Саутвест-Сіті розташований за координатами 36°31′2″ пн. ш. 94°36′27″ зх. д. / 36.51722° пн. ш. 94.60750° зх. д. (36.517294, -94.607470).  За даними Бюро перепису населення США в 2010 році місто мало площу 3,85 км², з яких 3,79 км² — суходіл та 0,06 км² — водойми.

## Демографія
Згідно з переписом 2010 року, у місті мешкало 970 осіб у 319 домогосподарствах у складі 225 родин. Густота населення становила 252 особи/км².  Було 373 помешкання (97/км²).
Расовий склад населення:
| - 57,5 % — білих - 3,7 % — корінних американців - 1,6 % — вихідців з тихоокеанських островів - 0,1 % — чорних або афроамериканців - 0,1 % — азіатів - 33,3 % — осіб інших рас |

До двох чи більше рас належало 3,6 %. Частка іспаномовних становила 50,8 % від усіх жителів.
За віковим діапазоном населення розподілялося таким чином: 34,0 % — особи молодші 18 років, 58,3 % — особи у віці 18—64 років, 7,7 % — особи у віці 65 років та старші. Медіана віку мешканця становила 28,6 року. На 100 осіб жіночої статі у місті припадало 107,3 чоловіків;  на 100 жінок у віці від 18 років та старших — 107,1 чоловіків також старших 18 років.
Середній дохід на одне домашнє господарство  становив 40 859 доларів США (медіана — 30 764), а середній дохід на одну сім'ю — 45 730 доларів (медіана — 32 386). Медіана доходів становила 32 283 долари для чоловіків та 23 971 долар для жінок. За межею бідності перебувало 35,1 % осіб, у тому числі 51,2 % дітей у віці до 18 років та 6,0 % осіб у віці 65 років та старших.
Цивільне працевлаштоване населення становило 406 осіб. Основні галузі зайнятості: виробництво — 50,5 %, освіта, охорона здоров'я та соціальна допомога — 14,0 %, будівництво — 11,6 %.